# Leucanthiza
Leucanthiza är ett släkte av fjärilar. Leucanthiza ingår i familjen styltmalar.
Kladogram enligt Catalogue of Life:
| Leucanthiza | \| \| Leucanthiza amphicarpeaefoliella \| \| \| \| \| \| Leucanthiza dircella \| \| \| \| \| \| Leucanthiza forbesi \| \| \| \| |
|             | \| \| Leucanthiza amphicarpeaefoliella \| \| \| \| \| \| Leucanthiza dircella \| \| \| \| \| \| Leucanthiza forbesi \| \| \| \| |
|             | Leucanthiza amphicarpeaefoliella                                                                                                |
|             | |
|             | Leucanthiza dircella |
|             | |
|             | Leucanthiza forbesi |
|             | |